# Świeca dymna DSCh-15
Świeca dymna DSCh-15 – rodzaj świecy dymnej będącej na wyposażeniu ludowego Wojska Polskiego.

## Charakterystyka świecy
Świeca dymna DSCh-15 była świecą typu średniego.
Dane taktyczno-techniczne
- wysokość – 300 mm
- szerokość – 155 mm
- masa mieszanki[a] – 6,3 do 6,8 kg,
- czas intensywnego dymienia –  14 do 16 minut,
- długość zasłony dymnej – około 70 metrów,
- szerokość zasłony dymnej – 10 do 15 m.